# Стилтон (деревня)
Сти́лтон — деревня и гражданский приход в Кембриджшире, Англия, примерно в 19 км к северу от Хантингдона в Хантингдоншире.

## История

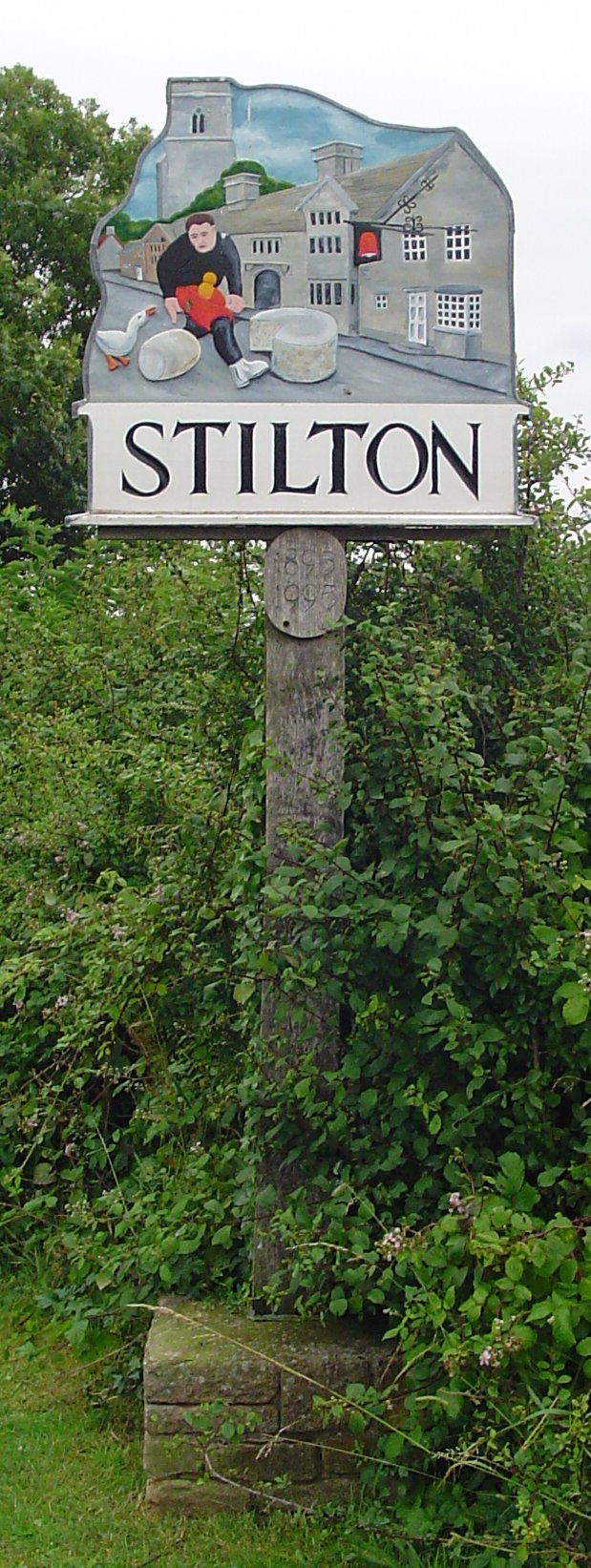
Указатель в Стилтоне

Обнаружены свидетельства проживания людей в данной местности, начиная с неолита. Римские находки, раскопанные в деревне, включают серебряное кольцо и кувшин II века. Археологи также обнаружили в деревне следы римского поселения и римский сырный пресс.
Стилтон был внесен в Книгу Страшного суда в сотне Норманкросс в Хантингдоншире, название поселения было записано в книге как Стихилтон или Стикилтон. В 1086 году в Стилтоне было три поместья, годовая рента, выплачиваемая лордам поместья в 1066 г., составляла 4 фунта стерлингов, а в 1086 г. рента была такой же.
В «Книге Страшного суда» явно не указывается численность населения того или иного места, но указано, что в Стилтоне было десять домашних хозяйств. Оценки размера домохозяйств в то время колеблются от 3,5 до 5,0 человек. Опираясь на эти цифры, можно предположить, что численность населения Стилтона в 1086 году составляла от 35 до 50 человек.
В 1086 году в Стилтоне ещё не было церкви.

### Постоялые дворы
Римская дорога, ныне известная как Ermine Street, которая позже стала Великой Северной дорогой, сыграла важную роль в развитии деревни. К концу средневековья деревня была популярной почтовой станцией и остановкой для путешественников. При населении около 500 человек в деревне было более десятка постоялых дворов.
Основными гостиницами того периода были Bell Inn и Angel Inn, которые существуют до сих пор. Гостиница Bell Inn была зарегистрирована с 1515 года и была перестроена в 1642 году. Гостиница Angel Inn, построенная в начале XVII века, была перестроена в впечатляющий дом из красного кирпича в XVIII веке. Он перестал быть гостиницей и сильно пострадал при пожаре в 1923 году. Пожары также повредили село в целом в 1729, 1798 и 1895 годах.

### Современность
Зависимость Стилтона от положения на Великой Северной дороге дважды приводила к проблемам, когда использование дороги сокращалось. Сооружение железной дороги в нескольких милях к востоку в XIX веке привело к сокращению перевозок по обычной дороге, а открытие бароном Рентоном объездной дороги A1 длиной 1,25 мили 21 июля 1958 года сократило объём торговли через деревню почти до нуля.
Гостиница Bell Inn закрылась и пришла в упадок, а деревня в целом потеряла много предприятий. Чтобы попытаться оживить интерес, в пасхальный понедельник 1962 года Том Макдональд из Talbot и Малкольм Мойер из Bell Inn организовали первую гонку по катанию сыра по трассе возле почтового отделения. Эта гонка проводится каждый майский праздник и стала ежегодным популярным мероприятием. В 2018 году гонка была отменена из-за падения интереса и хулиганства.

## География
Стилтон расположен к югу от города Питерборо, на старой Великой Северной дороге, в 110 км от Лондона, к югу от Норман-Кросс. В 1998 году деревню объехала новая автомагистраль A1 (M), доступ ограничивался перекрестком A15 на Норман-Кросс.

## Сыр

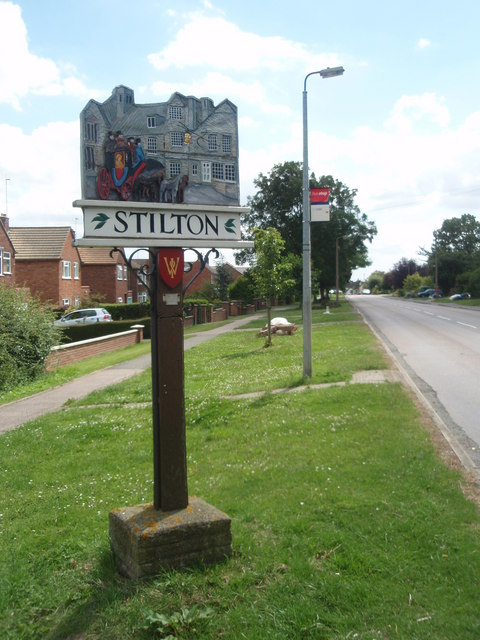
Указатель в Стилтоне

Деревня дала название сыру Стилтон. Наиболее распространенное объяснение заключается в том, что сыр продавался в постоялых дворах в Стилтоне. Даниэль Дефо в 1722 году описал деревню как знаменитую своим сыром. Традиционно считалось, что сыр поставлялся экономкой гостиницы родом из Квенби-холле, Хунгартон, Лестершир, недалеко от Мелтона Моубрея, и продавался постояльцам через её зятя в постоялых дворах Стилтона, а именно в Bell Inn или Angel Inn.
Сегодня[когда?] сыр Стилтон производится в Дербишире, Лестершире и Ноттингемшире. Производители сыра Стилтон в этих графствах подали заявку и получили защищенный географический статус (PGS) в 1996 году, так что производство в настоящее время ограничено этими тремя графствами, хотя при этом используется пастеризованное молоко, которое может быть получено из многих графств в центральной части Англии. Недавние[когда проводились?] исследования показывают, что маловероятно, что деревня была бы центром продажи сыра, если бы сыр исторически не производился в этом районе. Кроме того, с тех пор был обнаружен оригинальный рецепт сливочного сыра, который производили в Стилтоне в начале XVIII века, и, поскольку обычно в одном месте производилось сразу несколько видов сыра, возможно, что в этом районе также производили сыр с плесенью. Власти деревни Стилтон обратились с ходатайством включить их деревню в перечень территорий, где можно производить сыр под маркой Стилтон, но все попытки пока остались безуспешными.

## Церковь
Нет никаких упоминаний о церкви в Стилтоне до XIII века, к которому относятся самые ранние части нынешней приходской церкви Святой Марии Магдалины. Сегодня она состоит из алтаря с ризницей и залом для органов, нефа, северного и южного проходов, западной башни и южного крыльца, большая часть которых была построена в XV веке с аркадами нефа XIII века.